# Willem Cornelis Mary de Jonge van Ellemeet (1811-1888)

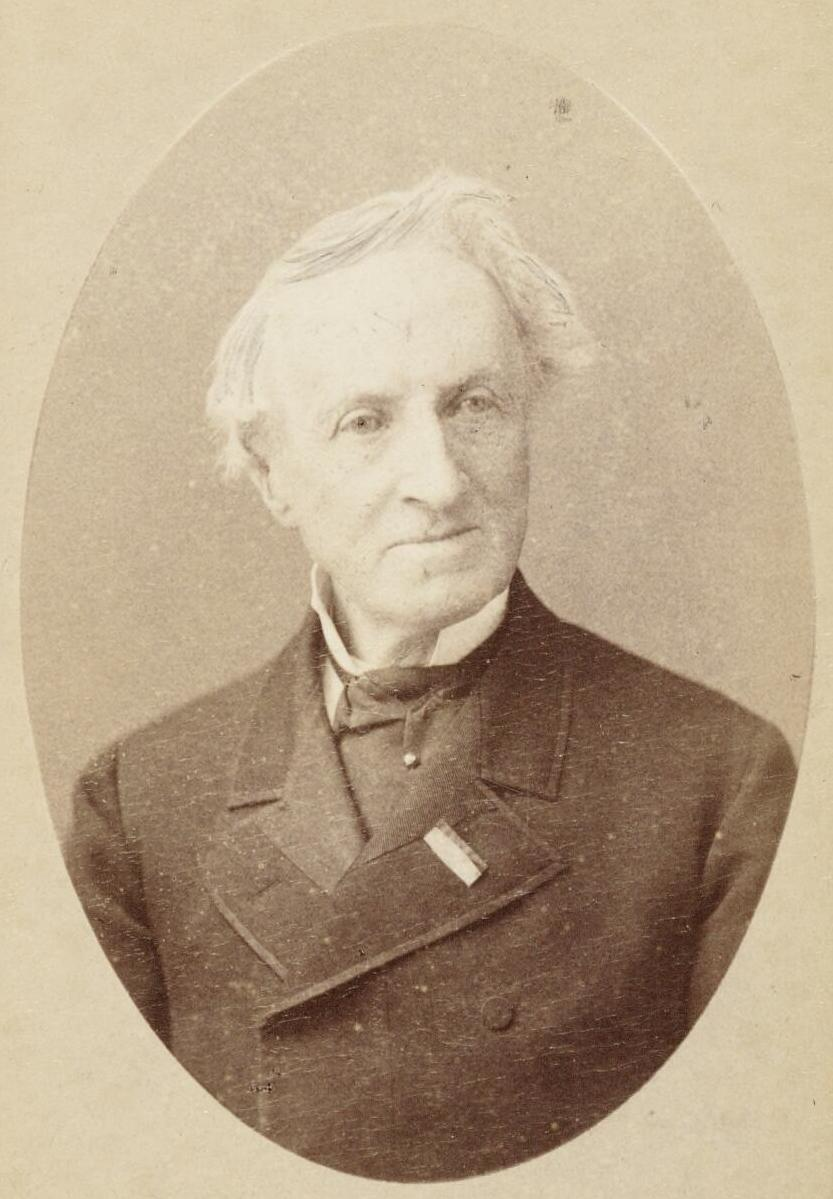
W.C.M. de Jonge van Ellemeet

Willem Cornelis Mary de Jonge van Ellemeet (Den Haag, 5 mei 1811 – Oostkapelle, 1 juli 1888) is de eerste man die het predicaat Jonkheer voor de naam De Jonge van Ellemeet droeg. Zijn vader was Mr Marinus de Jonge van Ellemeet, heer van Ellemeet en Elkerzee, zijn grootvader was Willem de Jonge, heer van Ellemeet en Elkerzee. Hij was burgemeester van Oostkapelle (1842-1853), lid van de Eerste Kamer (1849-1853) en lid van de Provinciale Staten van Zeeland (1853-1871) waarvan de eerste zes jaar als lid Gedeputeerde Staten.

## Burgemeester
Willem Ellemeet was burgemeester van Oostkapelle en woonde op landgoed Overduin, net buiten Oostkapelle met zijn echtgenote Jkvr Wilhelmina Cecilia Petronella de Jonge (1816-1879) en hun kinderen, w.o. hun zoon Marinus Willem de Jonge van Ellemeet, die later secretaris en ten slotte ook burgemeester was van Oostkapelle (1882-1896).
Landgoed Overduin ligt ten Oosten van Oostkapelle. Het oorspronkelijke huis werd in het begin van de 18de eeuw gebouwd en kreeg een geometrische tuin. Alles werd aan het einde van de 18de eeuw alweer afgebroken. Willem Ellemeet liet een nieuwe buitenplaats inrichten. Het neoclassicistische huis werd in 1839 gebouwd. Op het terrein kwamen enkele gebouwen, zoals een koetshuis, stallen (1875), een portiershuis en een bakhuis.

## Plantenverzameling
Willem Ellemeet had een grote verzameling planten. Hij was zeer bevriend met botanicus Georg Albano von Jacobi uit Berlijn. Jacobi had de eerste agaves mee naar Europa gebracht waardoor Ellemeet er enkele en ten slotte 137 in zijn verzameling had. Jacobi heeft er eentje naar hem vernoemd, de agave Ellemeetiana. Deze is onder meer in Kew Gardens te bewonderen en in de kas van Diergaarde Blijdorp. In mei 2002 bloeide een A.Ellemeetiana in de botanische tuin van Berlijn-Dahlem.
In 1873 besloot Ellemeet zijn collectie per opbod te verkopen tijdens een veiling op 23 september op Overduin. In de catalogus stonden 323 planten, niet alleen agaven maar ook furcraea;s en beschorneria's.